# Carol of the Bells
"Carol of the Bells" är en julsång, komponerad av Mykola Leontovych med text av Peter J. Wilhousky. Sången är baserad på den ukrainska folkvisan "Shchedryk". Peter J. Wilhouskys engelskspråkiga text är upphovsrättsskyddad, fastän originalkompositionen inte är det.
Sången har genom åren flera gånger arrangerats om för att passa olika musikstilar, som klassiskt, hårdrock, jazz, rock och pop. Den har också förekommit i filmer, exempelvis Ensam hemma, samt TV-serier, och parodier.

### Fotnoter
1. ↑  Antonia Paget (20 december 2015). ”Have-a-go singers who formed a Christmas choir to perform concert in Walton” (på engelska). Liverpoolecho. http://www.liverpoolecho.co.uk/whats-on/music-nightlife-news/go-singers-who-formed-christmas-10622652. Läst 26 december 2015.